# Dan Pița
Dan Pița (pronunciación de rumano: ; nacido 11 de octubre de 1938 en Dorohoi, Botoșani Condado, Rumanía) es un director de película y guionista rumano.

## Carrera
Pița tiene dirigido varias películas galardonadas desde entonces 1970, incluyendo el 1985 golpe Pas în doi, el cual ganó un Honorable Mencionar en el 36.º Berlín Festival de cine Internacional. En 1987,  sea un miembro  del jurado en el 37.º Berlín Festival de cine Internacional. En 1992, Pițun también ganó el León de Plata (Leone d'Argento) en el 49.º Venice Festival de cine para Hotel de Lux.

## Filmografía[4]
- Kira Kiralina (2013)
- Ceva Panecillo de la víață (2011) Algo Bueno Fuera de Vida
- Femeia visurilor (2005)
- Segunda Mano (2005)
- Omul zilei (1997) El Hombre del Día
- Eu sunt Adam (1996)
- Pepe & Fifi (1994)
- Hotel de lux (1992) Hotel de Lujo
- Autor anonim, modelo necunoscut (1989) Autor Anónimo, Modelo Desconocido
- Noiembrie, ultimul bal (1989) La Última Pelota en noviembre
- Rochia albă de dantelă (1988) El Vestido de Encaje Blanco (EE. UU.)
- Pas în doi (1985) Paso Doble
- Dreptate în lanțuri (1983) Encadenó Justice (EE. UU.)
- Faleze de nisip (1983) adaptación de Acantilados de la Arena de los Días de Arena noveles/Zile de Nisip por Bujor Nedelcovici
- Concurs (1982) El Concurso
- Prea tineri pentru riduri (1982) También Young para Wrinkles
- Pruncul, petrolul și ardelenii (1981) El Aceite, la Criatura y el Transylvanians
- Bietul Ioanide (1979) Memorias de un Pecho Viejo de Cajones
- Mai presus de orice (1978) Esto Sobre todo
- Profetul, aurul și ardelenii (1978) El Profeta, el Oro y el Transylvanians
- Tănase Scatiu (1976) Un Cuento de Verano
- Filip cel Panecillo (1975) Filip la Clase
- Duhul aurului (1974) Fiebre de Oro, Lujuria para Oro
- August în flăcări (1973) (televisión) agosto en llamas
- Nunta de piatră (1972) (segmento "En una Boda") La Boda de Piedra
- Apa ca un bivol negru (1970) Agua de #Búfalo Negra
- Víațun în roz (1969) La vie en aumentó
- Dupaamiază obișnuită (1968) Una Tarde Normal
- Paradisul (1967) Paraíso

## Premios y distinciones
Festival Internacional de Cine de Berlín
| Año  | Categoría        | Película   | Resultado |
| ---- | ---------------- | ---------- | --------- |
| 1986 | Mención especial | Pas în doi | Ganador   |